# Abellio Rail ET 22
De ET 22 ook wel Baureihe 426.1 genoemd is een tweedelig elektrisch treinstel van het Stadler type FLIRT met lagevloerdeel voor het regionaal personenvervoer van Abellio Rail in de Duitse deelstaat Noordrijn-Westfalen.

## Geschiedenis
Het treinstel werd in 2006 besteld voor het regionaal personenvervoer aan de oostzijde van het Ruhrgebied. Het treinstel werd ontwikkeld en gebouwd door Stadler Rail te Berlin-Pankow (Duitsland). Het acroniem FLIRT staat voor Flinker Leichter Innovativer Regional-Triebzug.

## Constructie en techniek
Het treinstel is opgebouwd uit een aluminium frame. Het treinstel is uitgerust met luchtvering. Er kunnen tot vier eenheden gekoppeld worden.

### Nummers
De treinen zijn door Abellio Rail als volgt genummerd:
- ET 22.001 - ET 22.008 → EBA: 426 100 - 426 107

### Namen
De treinen werden door Abellio Rail voorzien van de volgende namen:
- ET 22 003: "Essen"

## Treindiensten
De treinen van de Abellio Rail worden sinds 2007 op de volgende trajecten ingezet:
- RB 40 “Ruhr-Lenne-Bahn”: Essen - Bochum - Witten - Hagen
- RE 16 “Ruhr-Sieg-Express”: Essen - Bochum - Witten - Hagen - Hohenlimburg - Altena - Plettenberg - Finnentrop - Siegen
- RB 91 “Ruhr-Sieg-Bahn”: Hagen - Hohenlimburg - Altena - Plettenberg - Finnentrop - Siegen (één deel splitst en combineert te Letmathe van en naar Iserlohn)

## Foto's

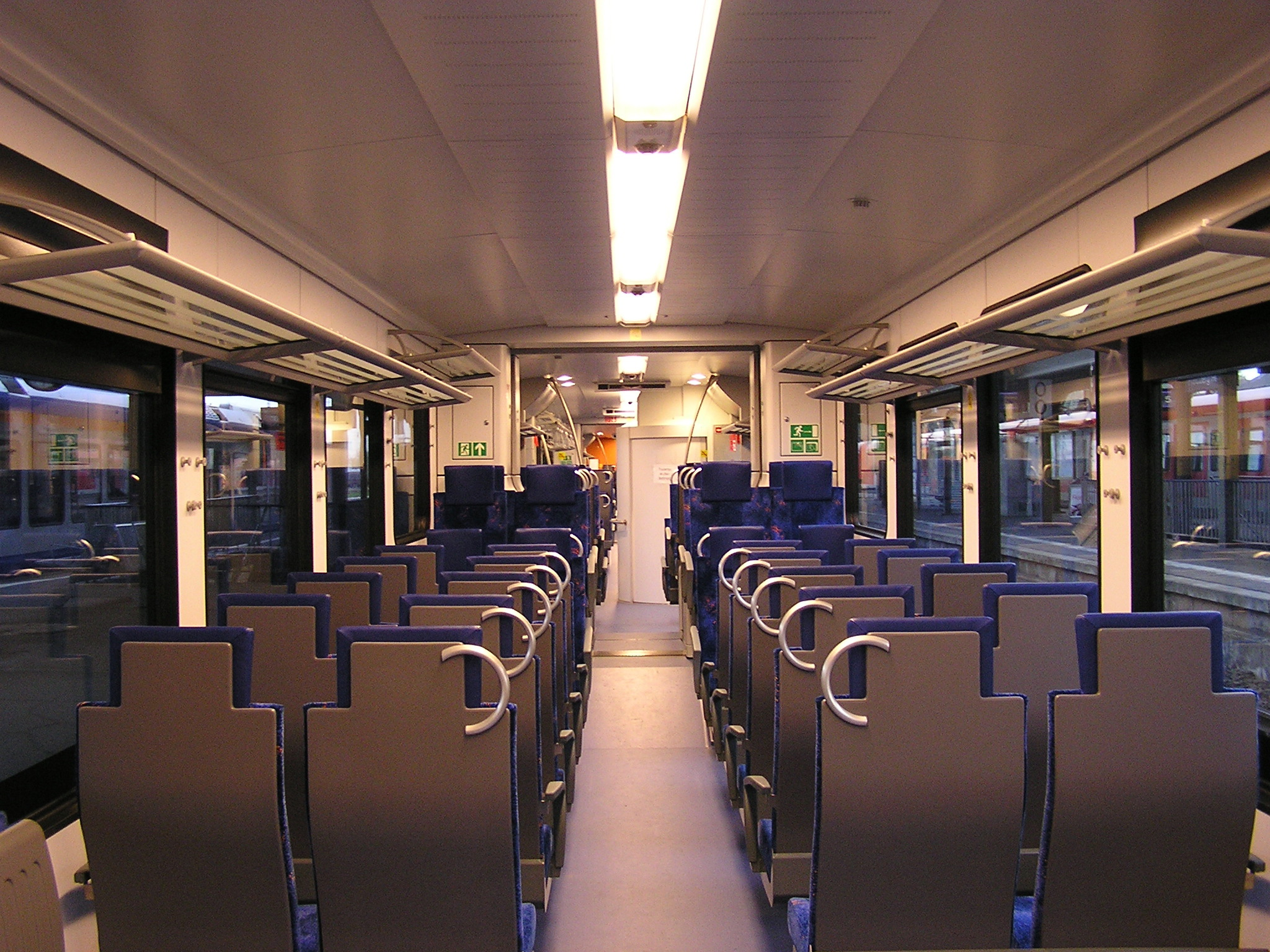

de onderneming maakt deel uit van Abellio GmbH, een dochteronderneming van NedRailways, thans Abellio